# Gökhan
Gökhan est un prénom masculin turc composé de Gök, « Ciel, Paradis », et de khan, « dirigeant, souverain, roi ». Dans le monde turcophone, ce prénom se rencontre surtout en Turquie.

## Personnages historiques
- Gök Han (ou Gökhan), un des six fils d'Oğuz Han (ou Oghuz Khan), chef légendaire des Oghouzes, ancêtres des Turcs.

## Personnalités portant ce prénom
- Gökhan Emreciksin (né en 1984), joueur de football turc ;
- Gökhan Gönül (né en 1985), joueur de football turc ;
- Gökhan Inler (né en 1984), joueur de football turco-suisse ;
- Gökhan Keskin (né en 1969), joueur de football turc ;
- Gökhan Kılıç (né en 1981), haltérophile turc ;
- Gökhan Özen (né en 1979), chanteur turc ;
- Gökhan Saki (en) (né en 1983), kickboxeur turco-néerlandais ;
- Gökhan Süzen (né en 1987), joueur de football turc ;
- Gökhan Töre (né en 1992), joueur de football turco-allemand ;
- Gökhan Ünal (né en 1982), joueur de football turc ;
- Gökhan Zan (né en 1981), joueur de football turc.

- Pour les articles sur les personnes portant le prénom Gökhan, consulter la liste générée automatiquement.